# Ladies Drive
Ladies Drive ist ein Schweizer Frauenmagazin und versteht sich als Businessmagazin für Frauen. Ladies Drive wurde gegründet von Sandra-Stella Triebl und erscheint im Verlag Swiss Ladies Drive GmbH, Lutzenberg, Appenzell Ausserrhoden. Das Magazin wurde im März 2008 erstmals publiziert und erscheint vierteljährlich. 2009 betrug die beglaubigte, verkaufte Auflage 5 800 Hefte, die beglaubigte Gesamtauflage 9 242 Hefte pro Ausgabe.
2010 betrug die beglaubigte, verkaufte Auflage in der Schweiz 16 256 Hefte pro Ausgabe. Die beglaubigte Gesamtauflage lag 2018 bei 28 106 Heften pro Ausgabe.